# Verklarung
Eine Verklarung oder einen Seeprotest nennt man in der Schifffahrt eine eidesstattliche Erklärung des Kapitäns eines verunglückten oder beschädigten Schiffes und seiner Mannschaft zum Hergang eines Seeunfalls sowie über den Umfang des eingetretenen Schadens zum Beispiel an der transportierten Ladung.
Die Verklarung ist im Ausland vor der diplomatischen Vertretung (mindestens Konsulat) desjenigen Landes vorzubringen, unter dessen Flagge er fährt, und zwar im nächsten Hafen, den er anläuft. Ist dort keine diplomatische Vertretung des entsprechenden Landes vorhanden, muss er seinen Protest beim Hafenamt vorbringen.
Im Inland kann ein Deutscher gemäß Handelsgesetzbuch vor dem zuständigen Amtsgericht einen Seeprotest ablegen (§ 522 HGB a.F., § 145 FGG).